# 干草市场烈士纪念碑
干草市场烈士纪念碑（英語：Haymarket Martyrs' Monument）位于美国伊利诺伊州芝加哥郊区森林公园的森林公墓，建于1893年，用于纪念1886年干草市场暴乱。1997年2月18日被列为国家历史地标，2002年4月26日美国内政部将其列入国家史迹名录。许多劳工领袖和活动家安葬于此。每年在此举行纪念活动。

## 图片

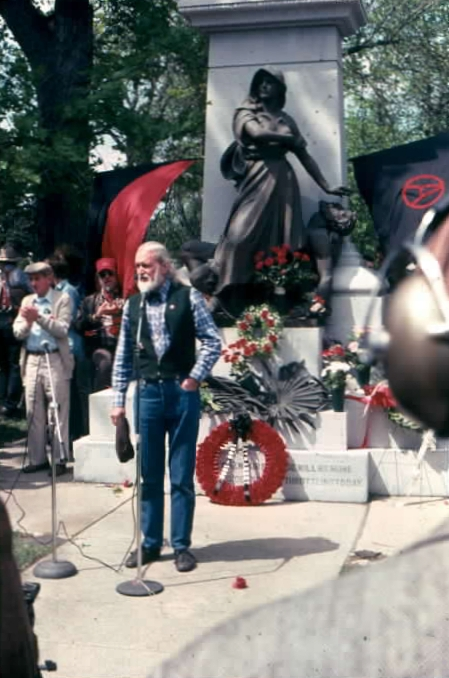
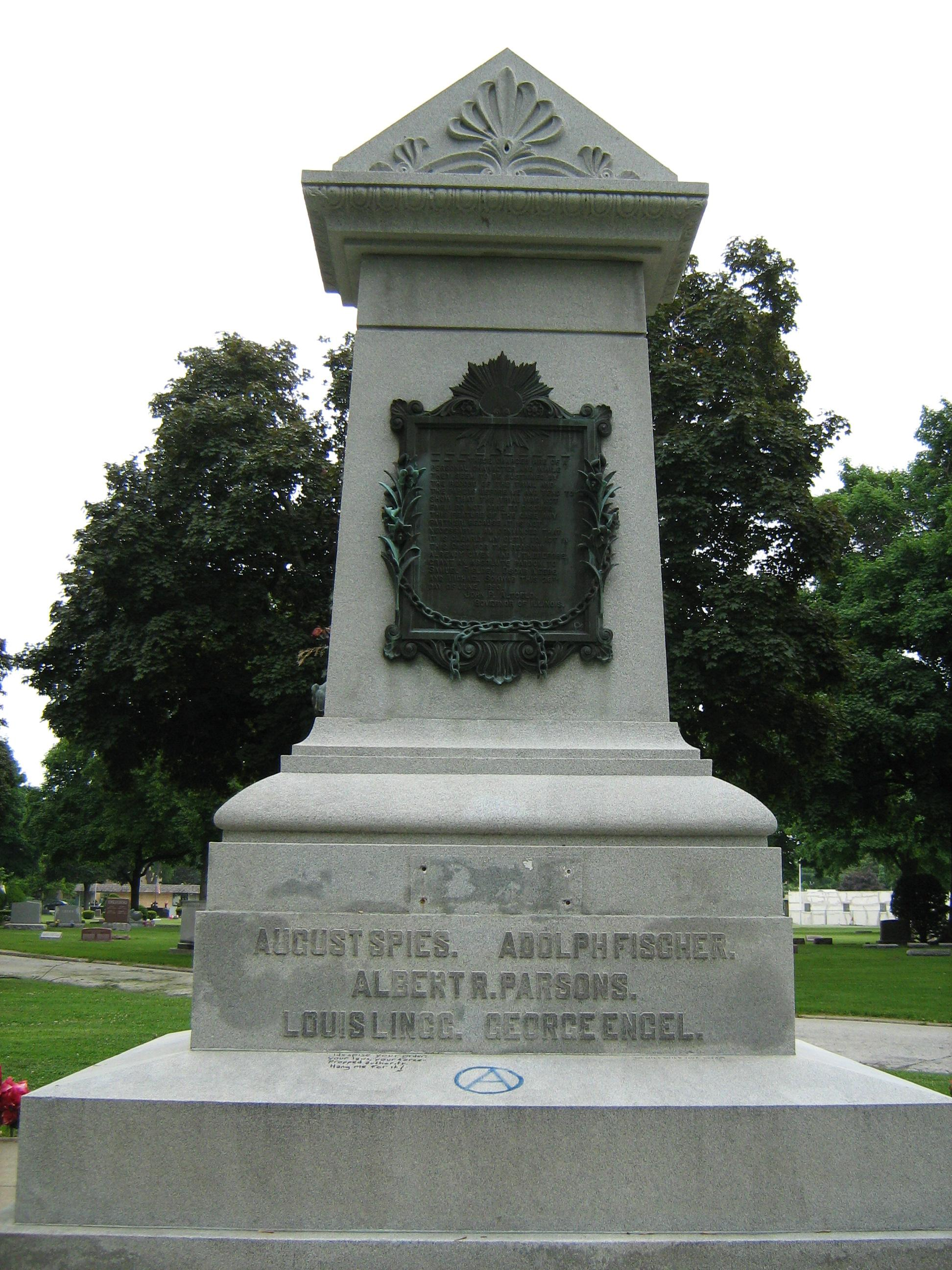
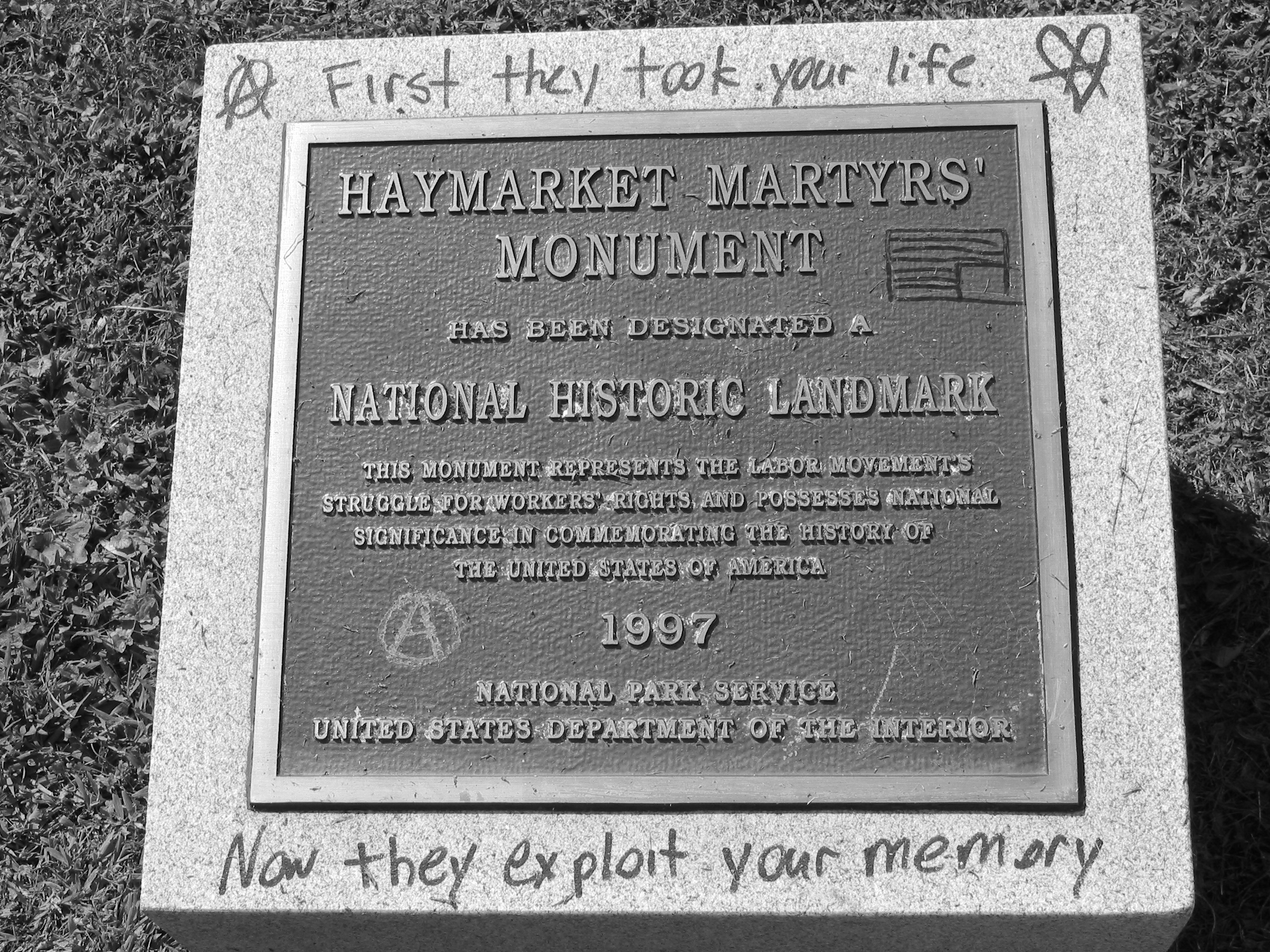